# Селентано, Джефф
Джефф Селентано (англ. Jeff Celentano; 24 мая 1960, Пембертон, Нью-Джерси, США) — американский актёр и режиссёр кино и телевидения, сценарист и продюсер. Сооснователь компании «Periscope Pictures». В 1980-х и 1990-х снимался в кино под псевдонимом Джефф Вестон.

## Биография и карьера
Родился и вырос в Пембертоне, штат Нью-Джерси. Обучался в колледже Хьюстон. В 21 год переехал в Нью-Йорк, где брал курсы актёрского мастерства у Стеллы Адлер, а затем поступил в Нью-Йоркскую академию кино.
В 1984 году дебютировал на телевидении в телесериале «Охотник Джон» (англ. Trapper John, M.D.) под девичьей фамилией своей матери Вестон. Затем последовали роли в одном из эпизодов «Частного детектива Магнума» (1984), в боевике «Американский ниндзя 2: Схватка» (1987), приключенческом фильме «Инопланетянка из Лос-Анджелеса» (1988), вестерне «Идущий по следу» (1988) и в экранизации одноимённого произведения Жюля Верна «Путешествие к центру Земли» (1989).
В начале 1990-х он снялся во второстепенных ролях в нескольких известных фильмах ужасов — «Повелитель кукол 2» (1990) и «Демонические игрушки» (1992), а также в пародийном «Молчании ветчины» (1994). В 1994 он снял короткометражный фильм «Dickwad» по собственному сценарию. В 1995 он становится режиссёром комедии «Под гавайской луной», в титрах которой указан под своей настоящей фамилией Селентано. В главных ролях снимались Стивен Болдуин, Эмили Ллойд и Крис Пенн.
Наиболее известная режиссёрская работа — боевик «Московская жара» (2004) с Александром Невским в главной роли. Фильм получил сдержанные отзывы критиков в США, а в России большинство рецензий были отрицательными.

## Личная жизнь
С 1988 года женат на актрисе Мусетте Вандер.

## Фильмография
| Год  | Фильм / Сериал                 | Название в оригинале                | Роль                                  | Примечания                                     |
| ---- | ------------------------------ | ----------------------------------- | ------------------------------------- | ---------------------------------------------- |
| 1984 | Частный детектив Магнум        | Magnum, P.I.                        | Ларри                                 | 1 эпизод                                       |
| 1987 | Американский ниндзя 2: Схватка | American Ninja 2: The Confrontation | капитан «Дикий Билл» Вудворд          | В титрах: Джефф Вестон                         |
| 1987 | Кодовое имя: Зебра             | Code Name Zebra                     | Алекс                                 | В титрах: Джефф Вестон                         |
| 1988 | Инопланетянка из Лос-Анджелеса | Alien from L.A.                     |                                       |                                                |
| 1988 | Идущий по следу                | The Tracker                         | Лон                                   | ТВ-фильм; в титрах: Джефф Вестон               |
| 1988 | Путешествие к центру Земли     | Journey to the Center of the Earth  | Тола                                  | В титрах: Джефф Вестон                         |
| 1988 | Райская дорога                 | Paradise Road                       | Уолтер Вернер                         | В титрах: Джефф Вестон                         |
| 1989 | Невидимый враг                 | Enemy Unseen                        | Мэл Ноубл                             | В титрах: Джефф Вестон                         |
| 1989 | Преступление всех преступлений | Crime of Crimes                     | Джефф Янг                             | В титрах: Джефф Вестон                         |
| 1990 | Повелитель кукол 2             | Puppet Master II                    | Лэнс                                  | Видеофильм                                     |
| 1990 | Мститель                       | The Revenger                        | Гарри Кроуфорд                        | В титрах: Джефф Вестон                         |
| 1992 | Демонические игрушки           | Demonic Toys                        | Мэтт Кейбл                            | Видеофильм                                     |
| 1992 | Игрок                          | The Player                          |                                       |                                                |
| 1994 |                                | Dickwad                             | ди-джей на радио (в титрах не указан) | Режиссёр, сценарист, продюсер; короткометражка |
| 1994 | Новое время (1994)             | The New Age                         |                                       |                                                |
| 1995 | Под гавайской луной            | Under the Hula Moon                 | Чак (в титрах не указан)              | Режиссёр, сценарист                            |
| 1995 |                                | The Secret Force                    | Марти Смит                            | В титрах: Джефф Вестон                         |
| 1996 | Обливион 2: Отпор              | Oblivion 2: Backlash                | Кроули                                | В титрах: Джефф Вестон                         |
| 1998 | Застенчивый пистолет           | Gunshy                              | Бадди (в титрах не указан)            | Режиссёр                                       |
| 1998 |                                | Misfit Patrol                       | сержант Викерс Джонсон                | В титрах: Джефф Вестон                         |
| 2000 | Основной подозреваемый         | Primary Suspect                     |                                       | Режиссёр, сценарист                            |
| 2002 | Ураган                         | Windfall                            | Джон                                  | ТВ-фильм                                       |
| 2004 | Московская жара                | Московская жара                     |                                       | Режиссёр                                       |
| 2007 | Скажи это по-русски            | Say It in Russian                   |                                       | Режиссёр, сценарист                            |
| 2009 | Точка разлома                  | Breaking Point                      |                                       | Режиссёр                                       |
| 2017 | Держать удар                   | Glass Jaw                           |                                       | Режиссёр                                       |
| 2023 | Хилл                           | The Hill                            |                                       | Режиссёр, продюсер                             |
| 2024 | Блэкуотер-лейн                 | Blackwater Lane                     |                                       | Режиссёр, продюсер                             |